# 法耶堡
法耶堡（法語：Fayet-le-Château，法語發音：[fajɛ lə ʃato]）是法国多姆山省的一个市镇，属于克莱蒙费朗区。

## 地理
法耶堡（45°40'42"N, 3°24'42"E）面积12.54 平方千米，位于法国奥弗涅-罗讷-阿尔卑斯大区多姆山省，该省份为法国中南部省份，北起阿列省接壤，东临卢瓦尔省，南至上盧瓦爾省和康塔爾省，西接科雷兹省和克勒兹省。
与法耶堡接壤的市镇（或旧市镇、城区）包括：比永附近埃格利斯讷沃、埃斯唐德伊、伊塞尔托、莫赞、蒙莫兰、圣让德索利耶尔。

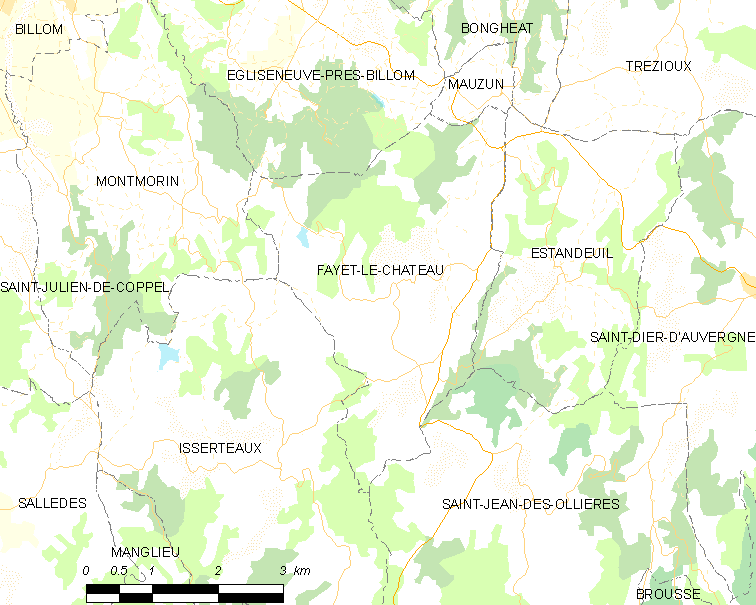
法耶堡的OSM定位图

法耶堡的时区为UTC+01:00、UTC+02:00（夏令时）。

## 行政
法耶堡的邮政编码为63160，INSEE市镇编码为63157。

## 政治
法耶堡所属的省级选区为比永县。

## 人口

1962-2008年间法耶堡人口变化图示

法耶堡于2022年1月1日时的人口数量为381人。